# Рябизи
Ря́бизи (фин. Räpisi) — деревня в Гатчинском муниципальном округе Ленинградской области.

## История
Согласно «Топографической карте частей Санкт-Петербургской и Выборгской губерний» в 1860 году деревня называлась Рябисо и насчитывала 9 крестьянских дворов. Рядом с ней обозначена «Плитная ломка».

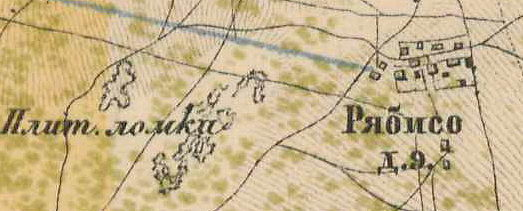
План деревни Рябизи. 1885 год

Согласно карте 1885 года деревня также называлась Рябисо и насчитывала 9 дворов.
В конце XIX — начале XX века деревня административно относилась к Гатчинской волости 2-го стана Царскосельского уезда Санкт-Петербургской губернии.
К 1913 году количество дворов увеличилось до 14. Население деревни было исключительно эстонским.
Согласно данным переписи населения СССР 1926 года в деревне Рябизи Черницкого сельсовета Троцкой волости Троцкого уезда проживали 86 человек — все эстонцы, кроме одной финской семьи.
По административным данным 1933 года деревня называлась Рябизи и входила в состав Черницкого финского национального сельсовета Красногвардейского района.

План деревни Рябизи. 1939 год

Согласно топографической карте 1939 года деревня называлась Рябизы и насчитывала 24 двора. 
По данным 1966 года деревня Рябизи входила в состав Никольского сельсовета.
По данным 1973 года деревня Рябизи входила в состав Большеколпанского сельсовета.
По данным 1990 года деревня Рябизи входила в состав Войсковицкого сельсовета.
В 1997 году в деревне не было постоянного населения, в 2002 году проживали 9 человек (все русские), в 2007 году в деревне проживали 16 человек, в 2010 году — 30.
В 2011 году в деревне насчитывалось 8 хозяйств.

## География
Деревня расположена в северо-западной части района к югу от автодороги А120 (Санкт-Петербургское южное полукольцо).
Расстояние до административного центра поселения, посёлка Войсковицы — 4,5 км.
Расстояние до ближайшей железнодорожной станции Войсковицы — 7 км.

## Демография
| 2007 | 2010 | 2017 |
| ---- | ---- | ---- |
| 16   | ↗30  | ↘12  |

### Национальный состав
Согласно данным Всероссийской переписи населения 2021 года в деревне проживали 73 человека, из них:
 русские — 69, другие национальности — 4 человека.

## Улицы
Возрождения, Лесная, Новый проезд, Полевой переулок, Садовая, Урожайная, Фермерская, Центральный переулок.